# 마케도니카 제4군단
마케도니카 제4군단 (Legio quarta Macedonica, "마케도니아 제4군단")은 제정 시기 로마군의 군단 중 하나로, 가이우스 율리우스 카이사르 (기원전 49-44년 로마의 독재관)가 이탈리아 지역 출신 군단병들로 기원전 48년에 창설했으며, 서기 70년 베스파시아누스 황제가 해산시켰다. 군단 상징은 황소 (카이사르의 군단이라면 모두 있다)와 염소이다.

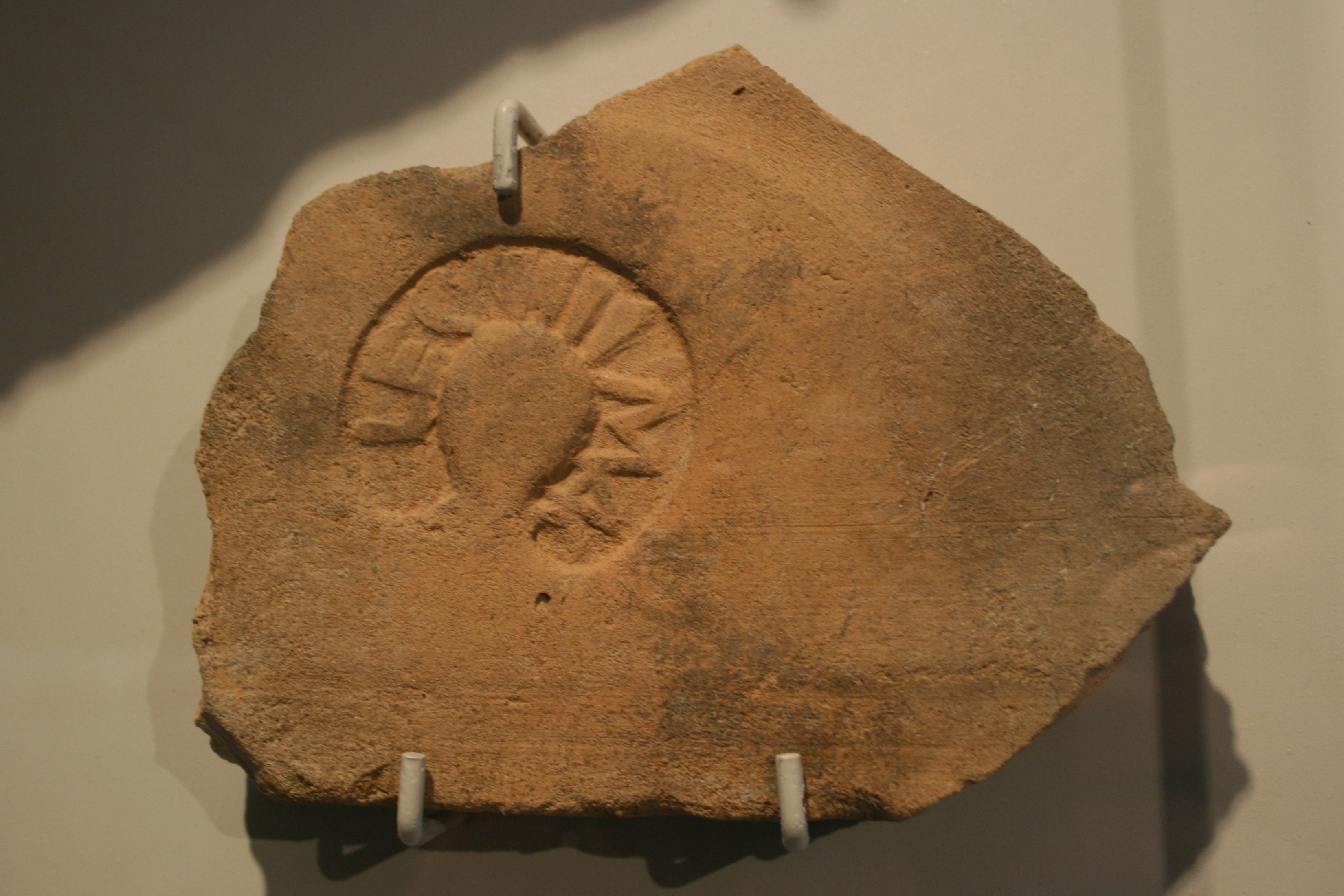
라인차베른에서 발견된 LEG IV MAC 브릭 스탬프

기원전 48년에, 로마 공화정은 급속히 무너지고 있었다. 카이사르는 48년 바로 전 해에 루비콘강을 건너, 내전을 벌였다. 폼페이우스, 소 카토, 원로원의 나머지 보수 세력들은 그리스로 달아났다. 카이사르는 추적을 준비하면서, 준비하는 과정에서, 4군단을 징집했다. 4군단의 첫 교전에는 디라키움 전투와 폼페이우스를 패배시킨 파르살루스 전투가 있었다. 이 전투 이후, 마케도니아 속주에 배치됐고, 따라서 군단의 별칭이 붙게 되었다.
마케도니카 제4군단은 처음에는 기원전 42년에 필리피 전투에서 카이사르의 살인범들과 맞서, 기원전 31년 악티움 해전에서는 마르쿠스 안토니우스에 맞서며, 항상 율리우스 카이사르의 양아들 옥타비아누스 편에 섰다.
현 아우구스투스인 옥타비아누스는 기원전 30년에 4군단을 칸타브리아 전쟁을 위해 히스파니아 타라코넨시스로 보냈다. 기원전 25년, 이들은 아우구스투스가 직접 지휘하던 벨리카 전투에서 결정적 역할을 수행했다. 기원전 13년에 아우구스투스의 승리 이후, 4군단은 이베리아 속주에 남았고, 이들의 주둔에 대한 효과성은 이베리아 전역에 퍼졌다.
서기 43년, 4군단은 모군티아쿰 (오늘날 마인츠)의 수비 역할이던 게미나 제14군단들 대체하러 게르마니아 수페리오르로 이동됐다. 프리미게니아 제22군단과 함께, 4군단은 네 명의 황제의 해 (69년)에서 처음에는 오토에 맞서고, 그후에는 이 분쟁의 해에서 황제가 된 베스파시아누스에게 맞서던 게르마니아 수페리오르의 총독 비텔리우스를 지지했다.
바타비아 반란 (69/70년) 동안에, 마케도니카 제4군단은 모군티아쿰을 지켰고 페틸리우스 케리알리스 지휘하에서 반란군에 맞서 싸웠다. 이들의 행동은 비난할 만한 건덕거리가 없다고 여겨졌으나 베스파시아누스는 제4군단을 신뢰하지 못 했는데, 아마 이들이 비텔리우스를 지지했었기 때문일 거다. 제4군단은 70년에 해체되었지만, 곧 플라비아 펠릭스 제4군단이라는 명칭으로 재창설됐다.
제4군단에 대한 오래된 글구가 존재하며,
키케로는 스키피오의 꿈에서, 스키피오 아이밀리아누스를 제4군단의 호민관이라고 언급한다:
"1 (6.9) Cum in Africam venissem M'. Manilio consuli ad quartam legionem tribunus...".

## 에피타프 비문
- - Caius Valerius Cai filius Voltinia (tribu) Donatus miles legionis IIII Macedonicae annorum XXXIX hic (...). 스페인 로그로뇨. Hisp. Epi. 14626.